# 中華人民共和国国家観光局
中華人民共和国国家観光局（ちゅうごくこっかかんこうきょく、中国語: 中华人民共和国国家旅游局）は、かつて存在した中華人民共和国国務院の直属機関のひとつで、国内旅行・海外旅行を司る部署である。本部は北京にある 。海外にも事務所を持っており、日本には東京都と大阪府にあった。
中国の観光地の等級A～AAAAAの指定もこの部署が組織する委員会で行なっていた。
2018年3月に第13期全国人民代表大会第一次会議の国務院機構改革方案で文化部と統合、文化観光部を新設し、廃止された。

## 参照項目
- 政府観光局
- 中国の観光地等級
- 中国の観光地等級AAAAA (zh:中国国家5A级旅游景区)